# The X's
The X's (Los X) es una serie animada estadounidense emitida por Nickelodeon. Fue creada por Carlos Ramos, quien ya antes ha tenido participación en otras series originales de Nickelodeon (Nicktoons), tales como Oh Yeah! Cartoons y Zona Tiza.
La serie trata de una familia de espías con habilidades especiales que trabajan para una organización llamada SUPERIOR que combate contra S.N.A.F.U, una organización dedicada al mal y conquista del mundo; pero que sin embargo deben convivir como cualquier familia normal.
estrenada el día 25 de noviembre de 2005 en los Estados Unidos y el 2 de junio de 2006 en Latinoamérica. Tuvo solamente una temporada y fue cancelada por baja audiencia.

## Historia
Los Equis no son solo cuatro de los mejores agentes secretos del mundo, son una familia. Viven y trabajan como una élite especial en una unidad clandestina y poseen talentos y habilidades extraordinarias, mucho más poderosas que las de cualquier familia normal. Los Equis trabajan para la mejor organización de espías del mundo llamada SUPERIOR, la cual siempre está luchando contra la famosa SNAFU, una agencia diabólica que ha regado la maldad por todo el mundo. Los Equis, como fuerza secreta, son los mejores. Vencen a los malos, salvan el mundo y explotan cosas de una manera espectacular. También, discuten a gritos sobre qué programa ver en la tele y dos de ellos tienen que irse a la cama temprano.

## Personajes
Se clasifican en: Miembros de SUPERIOR y Miembros de SNAFU

### Miembros de SUPERIOR

#### Los X
La familia protagonista del programa

##### Miembros
- Sr. X (Mr. Aaron Truman X ):

El Sr. Equis parece ser el agente secreto ideal. Luce bien en traje, de voz resonante, supremamente seguro de sí mismo, su corbata lanza rayos láser, experto en artes marciales y combate mano a mano. Tiene el Manual de Espía Secreto totalmente memorizado de principio a fin y lo sigue al pie de la letra, así signifique…¡muerte inmediata! Desafortunadamente, la mitad de su trabajo es mantener su identidad secreta y a pesar de poder desmontar un arma de fuego en 8 segundos, no sabe mucho sobre el comportamiento normal de una persona. Honestamente, no tiene ni idea de que es un ‘poquitín’ sospechoso el que recoja a sus hijos en la escuela en un jet o que pode sus matas con un lanzallamas. Y aunque el Sr. Equis nunca duda de sus acciones o comportamiento en el mundo del espionaje -lo cual es extremadamente importante en su profesión-, le cuesta desempeñarse como una persona normal y más bien luce como un excéntrico.
- Sra. X (Andrea Martha Coden X):

Si las cosas se ponen difíciles, quieres tener a la Sra. Equis a tu lado. Todo acerca de su personalidad es extra-grande. Cuando está feliz, rebosa de felicidad. Cuando está triste, se siente desdichada. Cuando está disgustada….¡escóndete! A pesar de que la Sra. Equis es de estatura normal, anda por el mundo como si fuera…¡gigante! Tiene la fuerza física de 10 hombres, entrenamiento en artes marciales y un arsenal propio que incluye desde hachas de batalla, hasta armas que provocan explosiones de plasma. Especialista en combate y en armas. Capaz de destruir un edificio ella sola. Su respuesta ante cualquier amenaza es la de destrozar inmediatamente todo lo que tiene a la vista. Lamentablemente, también puede ser su reacción cuando alguien la toma por sorpresa y le pregunta: “¿Puedo tomar su pedido?” Cuando no está quebrando cosas con su karate, la Sra. Equis se esfuerza tremendamente por mantener su imagen de ‘mamá normal’. Pero, como su respuesta a todo es violencia extrema, desde matar a una cucaracha hasta desempolvar, sus esfuerzos se pierden.
- Tuesday "Tues" Elizabeth Tabatha X:

Tuesday (la hija), siendo solo una adolescente, sin duda, es la mejor entrenada de los Equis. Sus habilidades como espía están al día. Se pasa la vida aprendiendo desde interceptación de líneas telefónicas, hasta Kung Fu o identificación genética. Investigadora genética y con explosivos camuflados. Por supuesto que Tues también tiene que mantener una identidad normal, por lo que aprende las cosas rutinarias en la escuela, como: saber ignorar a los chicos que de verdad le gustan, la mejor manera de aplicar delineador de ojos cuando el bus se está moviendo y por qué las rayas verticales lucen mejor que las horizontales (dicen que las verticales te hacen lucir más delgada….). De toda la familia, Tuesday es la que más entiende lo que es un ‘comportamiento normal’. Mejor dicho, sabe el 50% de esto. Mientras piensa que no está bien que sus padres la recojan en un jet, para ella es okey usar patines propulsados por cohetes…. Tuesday es práctica, con los ‘pies en la tierra’ (al menos, más que su familia), más madura que sus padres y mientras el resto de familia piensa que la manera de arreglar un inodoro tapado es con violencia, ella sugiere hacerlo con un simple destapador de inodoros. En algunos episodios ha cambiado el color de su cabello: verde, rosa, amarillo, rojo.
- Aaron Truman X Jr.:

El clásico niño malcriado, pero con armas para vaporizar un continente. Al igual que Tuesday, Truman ha sido entrenado para ser un operativo secreto desde que nació (los dos aprendieron a lanzar granadas antes que caminar). Experto en tecnología. Al igual que su madre, le encanta destrozar todo. Sin embargo, a Truman no le importa lo que una granada pueda destruir –la casa de un malhechor, la del vecino, su propia casa- solo quiere ver los daños que causa. Tiene su propio laboratorio en el cual mantiene inventando aparatos de espionaje. No es que sea un inventor genio, sino que tiene acceso ilimitado a la increíble hacerle ‘la vida a cuadritos’ a su hermana. En Truman X: Super Villano se convierte temporalmente en Truface.
- Base X (Homebase X):

Esta es la súper casa secreta de espionaje donde viven Los Equis, la cual luce como cualquier casa suburbana, pero detrás de la fachada, se encuentra La Base más secreta de la humanidad. Esta casa puede desde enviar misiles hasta lanzarse en órbita. Cada aparato en la casa tiene doble propósito/uso, la licuadora es un radar, la lavadora de platos es un helicóptero, etc. Esta base es también la computadora más sofisticada del mundo, con información ilimitada y con la personalidad de un miedoso mayordomo inglés. A pesar de que esta computadora mantiene molesta por tener que proveerle información a esta familia de locos, no tiene la valentía de expresarlo. Los Equis generalmente explotan partes de la casa debido a su combinación de estupidez y entusiasmo excesivo, pero La Base opta por la vía pasiva, no la agresiva. No te extrañes si dice: “Ignoren que existo, sólo estoy aquí tranquilita esperando a que detonen explosivos en mi querida y limpia cocina”. Y a pesar de que La Base no es capaz de confrontar a Los Equis, los mantiene bajo constante vigilancia y cualquier error que puedan cometer, y que La Base haya visto, podría terminar publicado en el internet de una manera "anónima".
- Rex X:

El perro de Truman, que Pie Grande le envió en su cumpleaños número 9.

#### Los Y
Los archienemigos de los Equis, los Yes tienen el mismo entrenamiento de espionaje, pero intentan destruir a los Equis. Son más maduros y saben cómo comportarse normalmente. Aparecen en Arriba los Yes y "Guerra Teatral". Ellos demuestran ser de nacionalidad india.

##### Miembros
- Señor Y: Es un tipo fuerte, al igual que el señor Equis, pero es cortes y se comporta normalmente.

- Señora Y: No tan fuerte como la señora Equis, pero es estratega.

- Siete Y: Es una investigadora fuerte y sigilosa. Odia mucho a Tuesday.

- Scout Y: Es tan malcriada como Truman, pero tiene armas el doble de poderosa.

- La Base Y: Es circular, verde y tiene más armas que Base Equis.

- Rey Y: Muy parecido a Rex pero es más salvaje y tiene protectores de acero en el pecho y garras.

#### Los Z
Otra familia de espías. Solo fueron mencionados en Arriba los Yes. Allí se dice que les paso algo horrible. Fue que los Yes pusieron una bomba en su Yet ya que ellos hicieron una competencia de quien derrotaba a Gronfeis (el hermano de Gloufeis además de ser mucho mejor villano) y los Yes quedaron en ridículo y se lo hicieron como venganza provocando que ellos evacuaran su Yet estando sobre la base "S" (superior) y destruyendo la mitad ya que es un enorme edificio como de negocios y les borrraron la mente y los cambiaron de casa además de devolver su apellido original.

##### Miembros
- Señor Z: Increíblemente fuerte y al igual que el Señor equis seguía todas las reglas e increíble estratega.

- Señora Z: Mucho mejor peladora en combate que la señora Equis y basto conocimiento sobre armas y ser normal.

- Brandon Z: Él que en realidad es Brandon (sobrino de Glowface) al cual recupera u obtiene cualquier objeto sin importar cual sea o cuanta seguridad tenga en menos de 2 minutos.

- Hija Z: Como Truman con gran cantidad de armas pero no es traviesa y al momento del combate incluso es mejor que la Señora Equis.

- Base Z: Es pentagonal y negra se llevaba bien con la base "A" en frente hasta ser desmantelada.

- Razo Z: Es un dóberman pero no ataca a menos que sea molestado o atacado se le activa un chip y se pone una armadura de acero y con armas.

## Miembros de SNAFU

### Glowface(Arthur Emmons)
Sin lugar de dudas, ‘Glowface’ es el líder de la SNAFU y de los villanos. Controla y maneja SNAFU desde su enorme base secreta, la que tiene que ser construida día de por medio en un lugar nuevo ya que los Equis se la destruyen precisamente antes de que la termine. No te extrañes si dice: “¡Malditos Equis ! ¿No se dan cuenta de lo que me costó escoger la loza?” Y, “¿podrían dejarme terminar mi jardín alguna vez?”. Parece que un accidente súper científico le dio a ‘Glowface’ sus poderes eléctricos, que también lo convirtieron en un lunático y criminal. En su cabeza lleva una bola de cristal llena de descargas eléctricas, viste un vestido de caucho y unos guantes que poseen sus vastas energías. A pesar de sus tremendos poderes, ‘Glowface’ es como un chiquillo miserable cuyos planes son generalmente frustrados por su propia neurosis y triblaes obsesiones, de hecho, Los Equis vieron a ‘Glowface’ llorando porque creía que ellos localizaron su base cuando fueron a lavar su ropa, y porque creía que ellos sabían la debilidad de sus cañones plasma. No te extrañes si dice: “¡No me importa si el satélite de la muerte está listo! ¡Necesito una palabra de cinco letras que signifique súper forjado!”. El pobre ‘Glowface’ ha dedicado toda su vida a conquistar el mundo, pero Los Equis siempre le desbaratan sus planes. De algo puedes estar seguro, ‘Glowface’ nunca va a dejar de ver cómo destruir a Los Equis. Si le pides un combate mano a mano el lo rechazara sin duda debido a que es muy débil en fuerza física. Al final de "Opulencia vs. Cautela" se vuelve billonario y se convierte en rapero.
Entre sus conspiraciones estúpidas están:
- Hacer que el mundo diga la verdad solamente
- Adueñarse de todo el café con crema del mundo
- Hacer que el Big Ben y la Torre Eiffel luchen.
- Convertir los Océanos del mundo en Sopa (Sin duda una pesadilla para Mafalda).
- Hacer que el dinero apeste
- Convertir las redes de fibra óptica en Spaghetti
- Hacer un arma para lanzar goma de mascar al mundo
- Destruir el Campamento Catonga

### Brandon Z
Sobrino de ‘Glowface’. Al igual que Tuesday, es responsable. Es el novio de Tuesday. Al igual que ella, Brandon, siendo solo un adolescente, sin duda, es el mejor entrenado de SNAFU. Sus habilidades como villano están al día. Se pasa la vida aprendiendo desde interceptación de líneas telefónicas, hasta Kung Fu. Por supuesto que Brandon también tiene que mantener una identidad normal, por lo que aprende las cosas rutinarias en la escuela, como: saber ignorar a las chicas que de verdad le gustan. De toda la organización de Super Villanos, Brandon es el que más entiende lo que es un ‘comportamiento normal’. Mejor dicho, sabe el 50% de esto. Mientras piensa que no está bien que su tío lo recoja en una nave de batalla, para él es okey usar una motocicleta de velocidad supersónica. Brandon es práctico, con los ‘pies en la tierra’ (al menos, más que su tío), más maduro que ‘Glowface’ y mientras el resto de SNAFU piensa que la manera de arreglar un inodoro tapado es con láseres, el sugiere hacerlo con un simple destapador de inodoros. No te extrañes si dice: "Tues, sales conmigo el sábado"

### Lorenzo Suave
Es la mano derecha de ‘Glowface’. Es el más maduro de los miembros de SNAFU. A diferencia del típico mayordomo, es valiente y sabe mucho de artes marciales. Generalmente le da las ideas a ‘Glowface’. No te extrañes si dice: "Señor, son ventiladores de techo"

### Pie Grande
Posiblemente el más peligroso de la “Liga de Detestables” de la SNAFU. Pie Grande es un grandulón con fuerza fantástica y la personalidad de un luchador de lucha libre. Su propósito es despojar al hombre de sus poderes y dárselos a los animales, que según él, deberían ser los líderes del mundo. Se considera el campeón y defensor de los animales y no puede ver la realidad: es tan detestado por humanos como animales, ya que a estos últimos les importa un pepino el gobernar el mundo. Pero no importa si los animales lo aceptan o no, ya que su gran poder es un rugido que controla mentes, permitiéndole convertirlos en zombis y forzándoles a hacer lo que él quiera. A pesar de su punto de vista sobre los animales ser dueños del mundo, no le importa utilizar la tecnología humana, es más, siempre lleva un micrófono consigo que le ayuda a dar una mejor entrega de su retórica tipo lucha libre. No te extrañes si dice: “¡Pie Grande aplastará a los pobres y débiles humanos! ¡Pie Grande los volverá pedazos y hará sopa! ¡Una sopa sosal!”

### Bio Harold
Un hombre cuyo sueño es hacer que la tierra sea radiactiva, y por tener un bio-traje podrá ser el sobreviviente y líder de una raza de malvados seres de radiación. No te extrañes si dice: ¡Dame ese celular con radiación!

### Trollace
En Truman Equis: Super Villano, cuando ‘Glowface’ capturó a Truman, a cambio de una Súper Nave de Batalla, y el puesto de mano derecha, lo convirtió en ‘Truface’. Pero solo le hizo una broma a su familia. Al parecer sus poderes eléctricos tienen el doble de poder de los de ‘Glowface’.

### Las Reinas Gritonas
Son 2 agentes de SNAFU. Tienen el superpoder de gritar para atacar. solo dicen: "¡HAAAAAAA!"

### Un viejo
Se unió a SNAFU porque creía que era la liquidación del supermercado. No te extrañes si dice: "¿Aquí es la liquidación?"

### El Eslabón perdido
El eslabón perdido fue descongelado por la electricidad de Glowface, quien se tardó 2 semanas en lograrlo. No te extrañes si dice: 'Uh ah ah!

### Cabeza de Cobre
Es el más legendario de los espías malvados y héroe de ‘Glowface’, es un malvado espía con una línea de muñecos, pósteres de ‘Destruir a cabeza de cobre’ y un montón de productos. Tiene increíbles poderes magnéticos. No te extrañes si dice: 'TE DESTRUIRÉ!

### Wednesday
Una villana parecida a Tuesday, pero con la capacidad de controlar mentes.

### Los McVampiros
Son los Equis de SNAFU. Saben bien de espionage, y le roban la sangre a otros.

## Episodios
| #  | Título                                                 | Estreno en Estados Unidos | Estreno en Latinoamérica | Estreno en España    | Código de producción |
| -- | ------------------------------------------------------ | ------------------------- | ------------------------ | -------------------- | -------------------- |
| 1  | «¡El Robot AAIIEE!/ Misión: Irresponsable»             | 25 de noviembre de 2005   | 9 de agosto de 2006      | 28 de julio de 2006  | 105                  |
| 2  | «Licencia para Slumber/ Programa Operativo de Monedas» | 25 de noviembre de 2005   | 8 de agosto de 2006      | 14 de julio de 2006  | 103                  |
| 3  | «Operación: Fotografía/ Hombres por Siempre (Piloto)»  | 25 de noviembre de 2005   | 2 de junio de 2006       | 30 de junio de 2006  | 101                  |
| 4  | «Sr. Fix It/ Compartir Habitación»                     | 9 de diciembre de 2005    | 10 de agosto de 2006     | 21 de julio de 2006  | 104                  |
| 5  | «Agente Secreto del Manual/ El Espía»                  | 16 de diciembre de 2005   | 14 de agosto de 2006     | 7 de julio de 2006   | 102                  |
| 6  | «Bromas con Causa/ No Más Sr. Nice X»                  | 13 de enero de 2006       | 15 de agosto de 2006     | 13 de agosto de 2006 | 106                  |
| 7  | «Servicio de Postal/ Cabezas de Alfiler»               | 3 de febrero de 2006      | 16 de agosto de 2006     | 27 de agosto de 2006 | 108                  |
| 8  | «De Crusha con Amor/ Demente»                          | 17 de febrero de 2006     | 17 de agosto de 2006     | 5 de enero de 2006   | 111                  |
| 9  | «Tu Solo/ The X's de Vacaciones»                       | 24 de febrero de 2006     | 21 de agosto de 2006     | 4 de enero de 2007   | 110                  |
| 10 | «El Tutor de Mock/ Medio Mes»                          | 3 de marzo de 2006        | 22 de agosto de 2006     | 3 de enero de 2007   | 109                  |
| 11 | «Familia Cuestiones/ Elección de Truman»               | 17 de marzo de 2006       | 23 de agosto de 2006     | 20 de agosto de 2006 | 107                  |
| 12 | «Wealth Contra Stealth/ La Casa de Wee»                | 7 de abril de 2006        | 24 de agosto de 2006     | 6 de enero de 2007   | 112                  |
| 13 | «Truman X: Super Villano»                              | 16 de junio de 2006       | 3 de diciembre de 2006   | 7 de enero de 2007   | 113                  |
| 14 | «Truman Despreciado/ Los Y's»                          | 22 de septiembre de 2006  | 13 de febrero de 2007    | 17 de marzo de 2007  | 114                  |
| 15 | «¡Sal de tu Trabajo!/ Misión: Hogar»                   | 29 de septiembre de 2006  | 11 de marzo de 2007      | 24 de marzo de 2007  | 115                  |
| 16 | «Vive y Deja el Pañal/ Aplicación de la Ley»           | 6 de octubre de 2006      | 25 de marzo de 2007      | 7 de abril de 2007   | 118                  |
| 17 | «Tren de Rex/ Casero»                                  | 13 de octubre de 2006     | 18 de marzo de 2007      | 31 de marzo de 2007  | 116                  |
| 18 | «El Guardia de la Base»                                | 27 de octubre de 2006     | 2 de abril de 2007       | 14 de abril de 2007  | 120                  |
| 19 | «Héroe por Accidente/ El Desatado»                     | 25 de noviembre de 2006   | 9 de abril de 2007       | 21 de abril de 2007  | 119                  |
| 20 | «Teatro de la Guerra/ Verano en el Campo»              | 13 de diciembre de 2006   | 16 de abril de 2007      | 28 de abril de 2007  | 117                  |